# 洞院満季
洞院 満季（とういん みつすえ）は、室町時代前期の公卿。権大納言・洞院実信の子。権大納言・洞院公定の猶子。官位は従一位・内大臣。後小松天皇の寵臣であり、その勅命を奉じて『本朝皇胤紹運録』を撰進した。名は3代将軍・足利義満の偏諱を受けたもの。

## 経歴
応永16年（1409年）12月左中将のまま従三位に昇叙され、公卿に列した。応永18年（1411年）1月正三位、閏10月参議、応永21年（1414年）11月権中納言・従二位に叙任。応永22年（1415年）大嘗祭の節会に遅参し、4代将軍・足利義持から譴責を受けている。
応永26年（1419年）1月正二位、12月権大納言に叙任され、同月の任大臣節会では外弁に奉仕。応永28年（1421年）今出川公行の薨去で今出川家が断絶するに及び、後小松上皇から同家領の一つ左馬寮領の半分が還付される。応永30年（1423年）8月右近衛大将に任じられたが、これは上皇の肩入れで将軍家の推す久我清通を退けたためであった。
応永31年（1424年）4月内大臣に昇任。応永33年（1426年）5月上皇の勅命で先行の皇室系図を勘案した「帝王系図」（『本朝皇胤紹運録』）を撰進して程なく内大臣を辞し、8月従一位を宣下された。
永享3年（1431年）3月上皇の落飾に殉じて出家。上皇の落飾に立腹した6代将軍・足利義教が、満季らの出家伺いに対して、「今日中に出家しなければ罪科に処する」と脅したため、早々の出家を余儀なくされたという。法名は聖覚、後に浄導へ改める。義教から睨まれた満季は娘をその側室（西御方）に送り、退勢の挽回を期するも、永享5年（1433年）孫娘が誕生。
永享6年（1434年）2月西御方が放逐されたことで、左馬寮領を没収された。永享11年（1439年）には存命か。
上皇の箏師範となったことで知られるとおり雅楽に堪能であったが、自身の器量よりも上皇の情に訴えて数寄心を向けさせることに巧みで、上皇の庇護を受けて雅楽界の中心を占めた。和歌は『新続古今和歌集』に2首入集。

## 系譜
- 父：洞院実信
- 母：法印兼快の娘
- 猶父：洞院公定（1340-1399）
- 妻：法印兼真の娘
  - 男子：洞院実熙（1409-1459）
- 生母不明の子女
  - 子女：西御方
- 養子
  - 男子：禅信